# 42일간의 기적
《42일간의 기적》(영어: Musical Chairs)는 미국에서 제작된 수전 사이덜먼 감독의 2011년 로맨틱 드라마 댄스 영화이다. 리아 파이프스 등이 출연하였다.
이 영화는 2012년 3월 23일 제한 상영으로 개봉하였다. 2013년 12월 HBO에서 첫 방영되었다.

## 출연
- 리아 파이프스
- E. J. 보닐라
- 프리실라 로페즈
- 제이미 티렐리
- 러번 콕스
- 넬슨 랜드루
- 앤젤릭 잼브라나
- 모건 스펙터
- 필립 윌링햄
- 오티 에인절
- 제롬 프레스턴 베이츠
- 조이 데디오